# Monumento a Vittorio Emanuele II (Lodi)
Il monumento a Vittorio Emanuele II è una statua eretta a Lodi in memoria di Vittorio Emanuele II di Savoia, primo Re d'Italia.

## Storia
L'idea di erigere un monumento al primo Re d'Italia, Padre della Patria e artefice dell'unificazione nazionale, venne presa nel 1881 in vista dell'Esposizione regionale Agricola e Industriale che si sarebbe tenuta nel 1883.
Venne aperta una sottoscrizione pubblica, che tuttavia raccolse una somma inferiore a quanto auspicato e obbligò a rinunciare all'idea di erigere un monumento equestre, come molti avevano auspicato. Venne pertanto indetto un concorso a inviti per l'erezione di un monumento allegorico rappresentante la Gloria del Re, ma la Commissione esaminatrice, presieduta dall'avvocato Giovanni Maria Zanoncelli, giudicò insoddisfacenti i disegni presentati dagli artisti.
Si ripiegò infine su una semplice statua del Re in posizione eretta, di concezione simile ad altri monumenti che già erano sorti in altre città. Essa fu eseguita dallo scultore Francesco Barzaghi e inaugurata il 16 settembre 1883 dal re Umberto in occasione dell'Esposizione.
In origine la statua era posta davanti al Castello; negli anni novanta del Novecento venne spostata di alcuni metri e posta in asse prospettico con viale Dante, all'imbocco di corso Vittorio Emanuele.